# Affalterbach (Schwarzachtal)
Koordinaten: 49° 21′ 37,4″ N, 11° 16′ 44,1″ O
Der Weiler Affalterbach war wegen seiner Marienkapelle seit dem Mittelalter ein Wallfahrtsort vor allem für Nürnberger Bürger. Seine Lage im Grenzgebiet machte ihn zu einem ständigen Zankapfel zwischen der Reichsstadt Nürnberg und den Markgrafen von Ansbach. Die eskalierten Streitigkeiten mündeten 1552 in der Zerstörung des Weilers und dem Niederbrennen der Kirche. Die Siedlung wurde wieder aufgebaut und war bis zum Dreißigjährigen Krieg noch bewohnt. Die Kapelle jedoch blieb Ruine und behielt trotzdem bis Anfang des 19. Jahrhunderts ihre kultische und politische Bedeutung, bis schließlich die Reste abgetragen wurden. Nur eine von der Gemeinde Schwarzenbruck 1999 angebrachte Hinweistafel erinnert an diesen Ort.

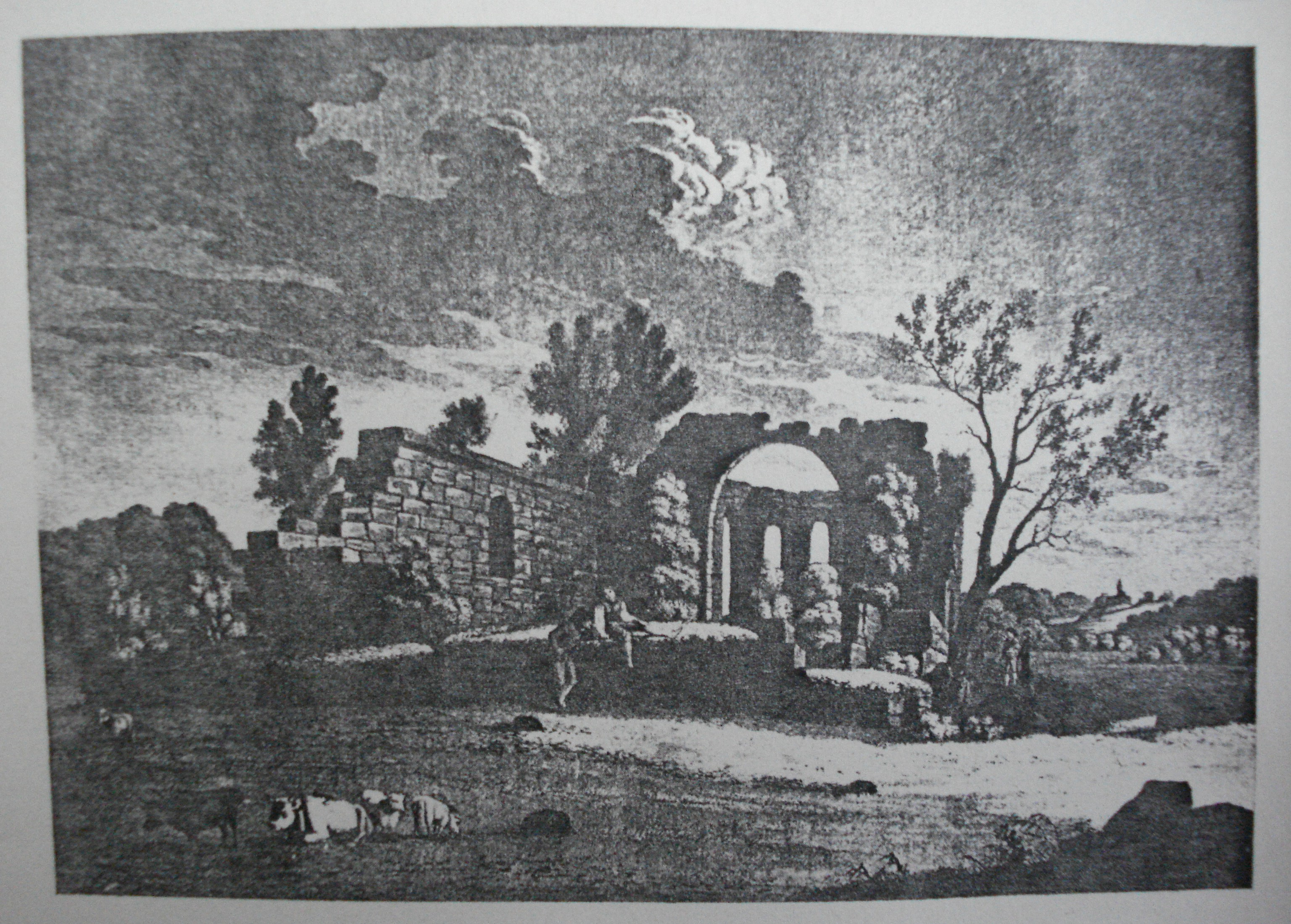
Die Kirche zu Affalterbach am Ende des 18. Jahrhunderts – gezeichnet von Georg Adam, geäzt von Ludwig Ebner

## Namensherkunft und Lage

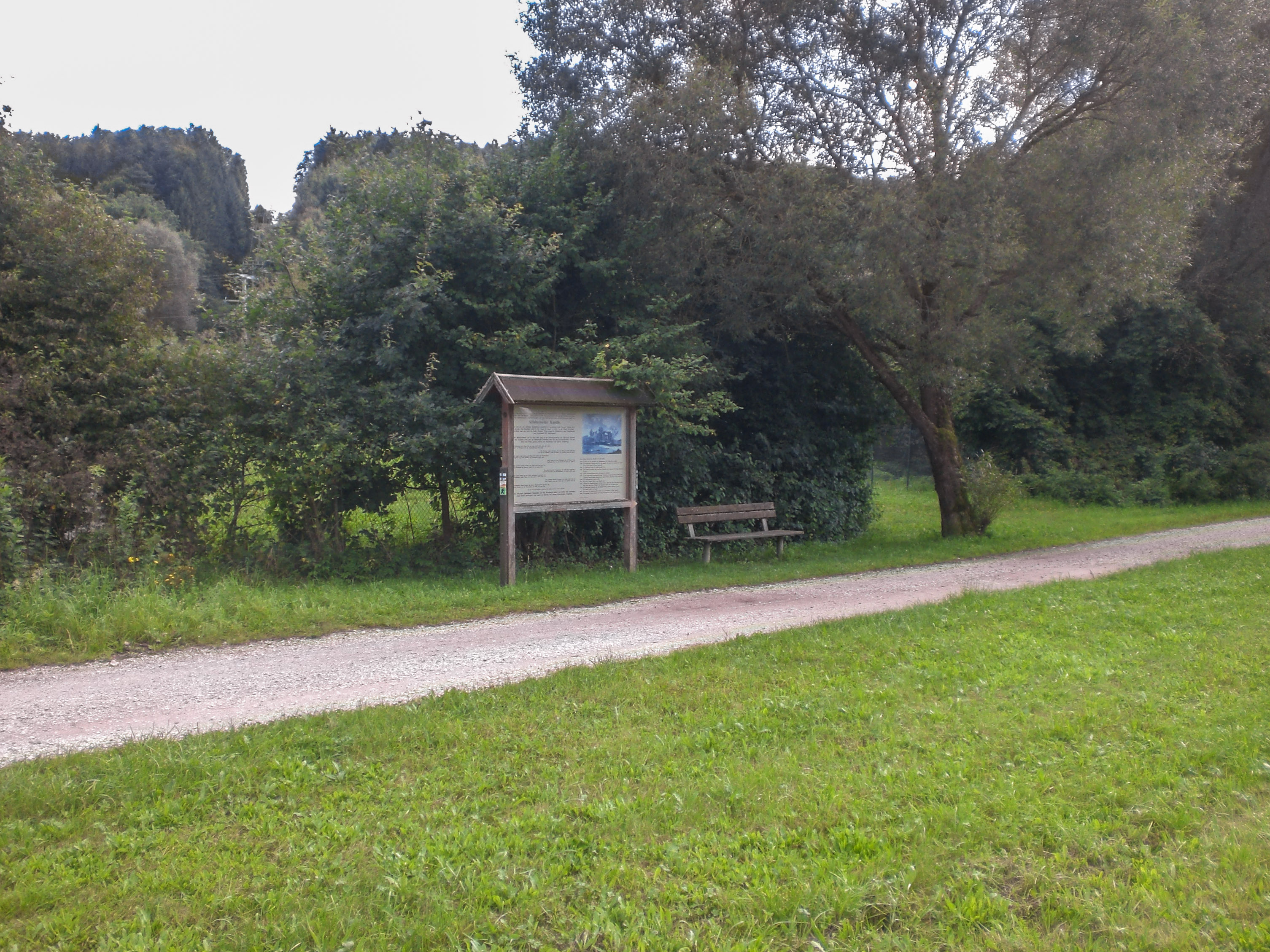
Der ehemalige Wallfahrtsort mit Informationstafel 2017

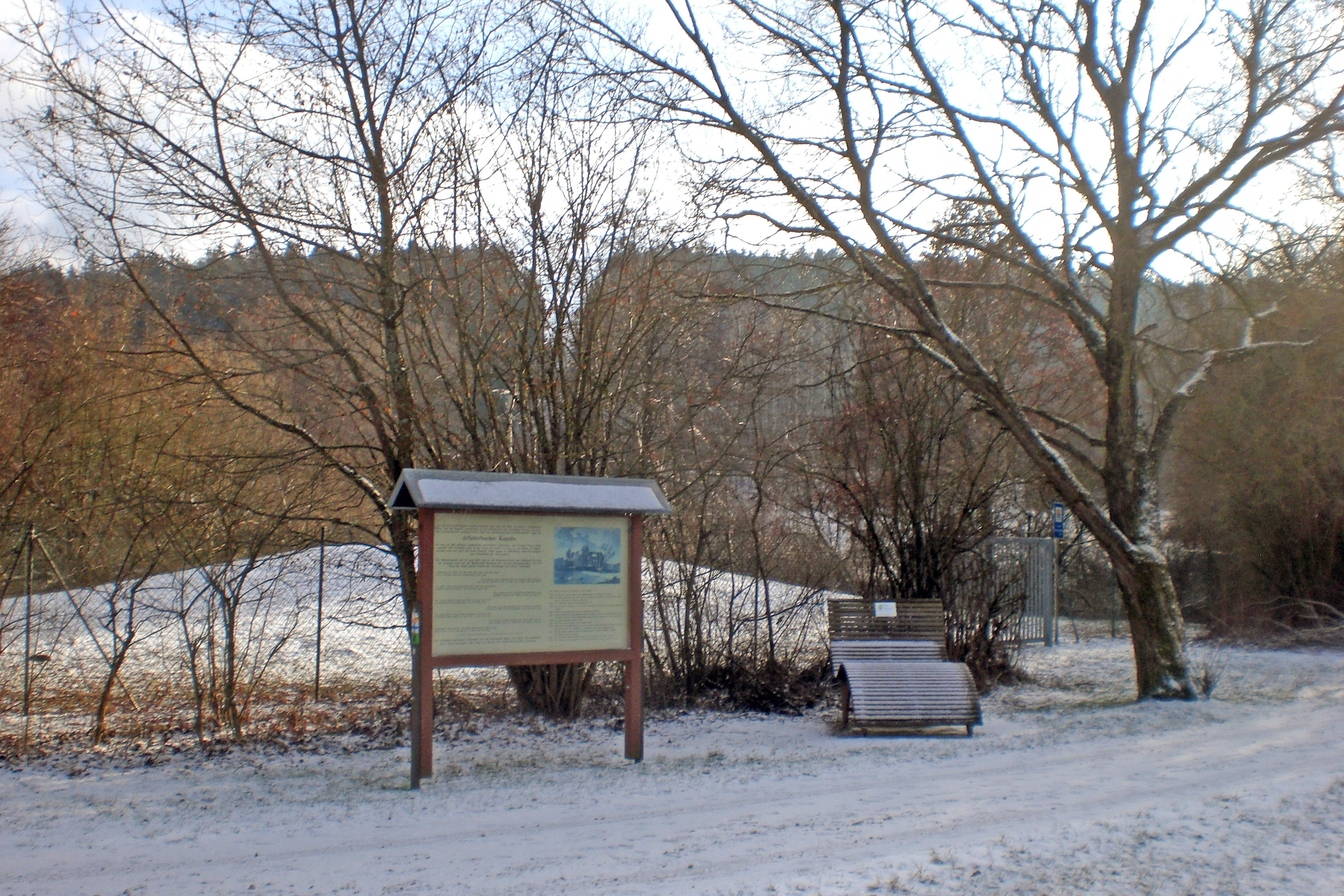
Affalterbach im Winter (2024)

An einem Plätzchen beim Bach, an dem die Apfelbäume stehen (das bedeutet der Name Affalterbach, im Volksmund „Alfalterbach“ ausgesprochen – siehe auch Affalterbach (Pfaffenhofen an der Ilm) – Geschichte) wurde einst im Mittelalter eine kleine Kapelle errichtet und der Heiligen Mutter Maria geweiht.
Der einstige Wallfahrtsort lag etwa 2,5 Kilometer östlich von Ochenbruck, einem Ortsteil Schwarzenbrucks auf einer Terrassenhöhe und Südseite der Schwarzach. Da hier kein Bach in die Schwarzach mündet, war wohl diese selbst der Namensgeber. Heute weist auf die Wallfahrtskirche noch ein Kappelweg  bzw. Kapellenweg  in Ochenbruck an der Mimberger Straße (LAU 34) und in der Verlängerung eine Weg- und Flurbezeichnung Auf der Kappel an der Grenze des Schwarzenbrucker Gemeindegebietes hin. Eine Kappelwiese und ein Kappelacker gingen 1912 in den Besitz des Landesvereins für Innere Mission (heute Rummelsberger Anstalten) über.
Von Osten her führt der Weg von Pattenhofen über die Schwarzachbrücke da hin.

## Geschichte

### Gründung
Der genaue Zeitpunkt und der Anlass für den Kirchenbau wie auch für die Wallfahrten zum Gnadenbild der Muttergottes ist aus den vorliegenden Quellen nicht ersichtlich. Sie war der Nürnberger Pfarrei Feucht zugeordnet und gehörte also zum Bistum Eichstätt.
Pfarrer und Kirche Feucht gehörten bis 1504 zum Kurfürstentum Pfalz. Seit König Rupprecht von der Pfalz die Einkünfte daraus seiner Universität Heidelberg vermachte, hatte diese – mit ausdrücklicher Bestätigung durch Papst Gregor XII. – „für immer“ einen Pfarrer für Feucht zu stellen. Der Markt Feucht gehörte indessen seit 1427 zur Freien Reichsstadt Nürnberg.
Im Zuge der Einführung der Reformation kam Feucht 1526 auch kirchlich (Vertrag der Freien Reichsstadt Nürnberg und den pfälzischen Wittelsbachern) zu Nürnberg.
Wann die Ansiedlung gegründet wurde, ist ebenfalls nicht bekannt, doch kann ihre Existenz bereits im Jahre 1349 nachgewiesen werden. Nach einer Urkunde verpfändete damals Markhard Seitz die Forsthube zu Affalterpach dem Rat der Stadt Nürnberg. Eine weitere Urkunde von 1443 lässt uns wissen, dass Ulrich Rummel ein Gut zu Affalterbach an Hans Rieter verkauft hat, das Reichslehen war und von Fritz Rechenbacher bewirtschaftet wurde. In einem Ratserlass zu Nürnberg vom 26. Februar 1488 heißt es:  Die Kapelle zu Affalterbach soll unverrückt bleiben und weder abgebrochen noch an einen anderen Ort versetzt werden, als zu Eichstätt verabredet worden sei", was darauf hindeutet, dass das Kirchlein schon betagt und sanierungsbedürftig war. Eine Weihe durch den Eichstätter Bischof lässt sich allerdings nicht datieren. Ein weiterer Ratserlass von 1495 lässt dem Mäzen Seibolt Schürstab freie Hand, das Kirchlein zu bauen oder nicht.

### Kirchweihschutz im Grenzgebiet
Anlass des nun beginnenden Streits war der Kirchweihschutz, den die Nürnberger Räte für sich beanspruchten. Zum Kirchweihfest, das jeweils zum Sonntag nach St. Veit (15. Juni) gefeiert wurde, schickten sie zum Schutz der Wallfahrer zunächst Stadtknechte, im Jahr darauf (1499) dann 50 Reisige. Für den markgräflichen Amtmann zu Burgthann lag der Weiler jedoch auf seinem Hoheitsgebiet, da er die Schwarzach als Grenze ansah, und er beanspruchte die Fraiß (Gerichtsbarkeit), wozu auch der Kirchweihschutz gehörte, für sich. Die Nürnberger beanspruchten den Ort, weil er eine zum Reichswald Lorenzi gehörige halbe Forsthube war, die zusammen mit der halben zu Ochenbruck eine ganze bildete. Schließlich gehörte ja die Kapelle zur Nürnberger Pfarrei Feucht. Beide glaubten sich also im Recht.

### Schlacht vor den Toren Nürnbergs
Der Kirchweihschutz hier war nicht der einzige strittige Punkt zwischen Nürnberg und Ansbach, bis zum Jahre 1502 hatte sich bereits eine Menge von solchen Streitfällen angehäuft. Nach vielen fruchtlosen Versuchen diese beizulegen wurde schließlich ein Treffen in Erfurt dazu bestimmt, eine Einigung zu erzielen. Verschiedene Fürsten, wie die Churfürsten von Sachsen und Brandenburg, die Herzöge von Sachsen, der Landgraf von Hessen, waren als Vermittler dazu vorgesehen. Doch der Markgraf steigerte seine feindseligen Handlungen, je näher der Tag rückte, und so blieb dem Rat nichts übrig als auch zu rüsten, insbesondere gegen etwaige Angriffe anlässlich des bevorstehenden Kirchweihfestes zu Affalterbach.
Am Samstag nach St. Veit (18. Juni 1502) kommandierte der Rat die Hauptleute Hans von Weichsdorf und Wolf Haller mit 2000 Mann und einer Wagenburg nebst 12 Geschützen zum Kirchweihschutz nach Affalterbach. Zum Schutz der Stadt wurde Hauptmann Ulmann Stromer das Kommando über das Stadtvolk – 800 Bürger und 50 Reisige – übertragen, als Rückendeckung für die nach Affalterbach Ausmarschierenden. Als Markgraf Casimir (zu der Zeit noch nicht Markgraf, er führte nur das markgräfliche Aufgebot gegen die Nürnberger) durch seine Kundschafter davon erfuhr, änderte er seinen ursprünglichen Plan zum Angriff auf Affalterbach und ließ stattdessen seine Truppen – 7000 Fußknechte und 450 Reisige – am Sonntag nach Nürnberg ziehen. Sie überfielen den Vorort Lichtenhof und trieben den Bauern das Vieh weg. Diese Herausforderung veranlasste den Rat zum Handeln. Also erhielt Stromer den Befehl, mit seinem Haufen, 6 Feldschlänglein und einigen Wagen die Feinde zu vertreiben. Entgegen dem ausdrücklichen Befehl drang er in den Wald ein und stieß dort unerwartet auf die Hauptmacht des Feindes, der ihn mit seiner Übermacht schlug. Daran konnten auch die von Affalterbach zurückgerufenen Verbände nichts mehr ändern. Nach 5-stündigem Fußmarsch waren die Krieger sehr ermüdet und flüchteten selbst auch den schützenden Stadtmauern zu. Bei der Panik am Tor wurde eine Menge, auch neugierige Zuschauer, erdrückt oder in den Graben gestoßen. Den Ansbachern gelang es, die Nürnberger Fahne zu erobern, sie wurde in der Kirche zu Schwabach aufgehängt und sollte so von den Verlusten ablenken. Die waren beiderseits beträchtlich, die Nürnberger verloren etwa 300, die Markgräflichen aber 600 – 700 Mann, darunter auch viele Ritter und sonstige Adelige.

### Restaurierung der Kirche
Nun ließ Anna Schürstab, die aus dem Patriziergeschlecht der Groß stammende Gattin des Ratsherrn Sebald Schürstab, im Jahre 1503 die baufällige hölzerne Kirche restaurieren, und zwar der dauerhaften Erhaltung wegen aus Stein aufbauen. Es war rötlicher Burgsandstein, die Kirche maß dann 80 × 54 Fuß, das sind ca. 24 × 16 m, mit einer Höhe von ca. 5 m. Sie veranlasste, dass der Frühmesser von Feucht alle Frauentage (Marienfeste) eine Messe lesen und an hohen Festtagen ein Hochamt dort halten sollte. Dies missfiel dem Kirchenpfleger der Kapelle, Hans Seidenschuster aus Affalterbach, und es kam wegen der Einkünfte aus dem Kirchlein zu Spannungen mit dem Feuchter Pfarrer Heinrich Nagel. Durch eine schriftliche Festlegung, wer was erhalten soll, wurden 1509 die Differenzen gütlich beigelegt. Auf dieser Basis war wohl kein Kirchweihschutz seitens der Nürnberger nötig.

### Erneute Streitigkeiten – Zerstörung
Ab 1536 jedoch beanspruchte der Amtmann Jörg von Ems seinerseits den Kirchweihschutz und verlangte, dass die Markgräflichen Krämer ihre Waren, darunter Lebkuchen und Branntwein, am Kirchweihtag dort feilbieten durften. Die Nürnberger rügten, dass dort allerlei Spiele wie Würfeln über das Kreislein und Kegeln betrieben wurden, die Markgräflichen erwiderten, die Herren wollten aus dem Kirchlein einen Stall machen. So eskalierten die gegenseitigen Schikanen, bis es schließlich 1552 erneut zu kriegerischen Auseinandersetzungen zwischen den Nürnbergern und Markgraf Albrecht Alcibiades kam. Dabei wurde der Weiler vollständig, die Kapelle zum größten Teil niedergebrannt. Kriegführen in jener Zeit war ja hauptsächlich das Niederbrennen der gegnerischen Dörfer und Verwüsten feindlichen Landes.

### Sinnfrage des Kirchweihschutzes
1560 brannte die Kapelle dann durch eigenes Feuer  (Blitzschlag oder Unachtsamkeit) ab und wurde nicht wieder aufgebaut. In der Folgezeit wurde die Ruine durch die Bewohner des Weilers als Scheune und Viehstall genutzt. Da er den Kirchweihschutz nun für unsinnig hielt, machte 1563 der Burgthanner Amtmann, Sebastian von Muslohe, den Vorschlag, diesen aufzuheben, doch die Nürnberger lehnten dies mit Hinweis auf ein beim Reichskammergericht anhängiges Verfahren ab. Um die Jahrhundertwende beabsichtigten die Nürnberger Räte, die Kapelle gänzlich niederzureißen und das Beständerhäuschen nach Ochenbruck zu versetzen, um die Streitereien zu beenden. Doch erst 1616 ließ man das in die Kapelle hineingebaute Mesnerhäuschen einreißen, womit das vom Feuchter Pfarrer ausgeübte actus parochialis  aufhörte. Nun (1617 – wenige Monate vor Ausbruch des Dreißigjährigen Krieges) vereinigte man die Grundstücke mit denen der anderen halben Forsthube zu Ochenbruck.

### Dreißigjähriger Krieg
Auf dem Höhepunkt des Dreißigjährigen Krieges kam es am 30. Juli 1632 (nach einem Bericht von Franz Freiherr von Soden 1841) zur Schlacht im Schwarzachtal  zwischen den Truppen Gustav Adolfs und denen des Wallenstein’schen Generals Sparr. Nach seinem Sieg hielt Gustav Adolf in der Schwarzachklamm einen Dankgottesdienst ab, anschließend verfolgte er Sparr, der vermutlich einen Angriff auf Altdorf plante. Die Affalterbacher Bauern wollten das Kriegsgeschehen von sich fernhalten und entfernten den Belag ihrer Schwarzachbrücke, so dass die schwedischen Reiter nach Pattenhofen ausweichen mussten, um den Fluss zu überqueren. Das ließen die Schweden nicht ungestraft, und auch die Kapellruine wurde dabei wohl in Mitleidenschaft gezogen. Auch im folgenden Jahr wurden in der Gegend Bauernhöfe von fremden Truppen niedergebrannt und geplündert.

### Kuriositäten
Die Streitereien um den Kirchweihschutz waren durch den Religionskrieg nicht verdrängt, sie gingen wenige Jahre nach Kriegsende von neuem los. Schließlich kam es im Mai 1660 zu einem Vergleich zwischen Ansbach und Nürnberg, wonach beide Teile den Kirchweihschutz ausüben sollten. Zum nächsten Kirchweihtag wurde seitens der Nürnberger Leutnant Wittich mit 40 Pferden und Musketieren abgeordnet, der markgräfliche Kastner von Oberferrieden erschien mit 50 Bauern. Man rief sich vor der Ruine gegenseitig das  Friedensgebot  zu und trennte sich wieder.

### Kirchliche Nutzung der Ruine
Laut Eintragungen in Kirchenbüchern wurden zwischen 1556 und 1611 sieben Affalterbacher Kinder getauft und fünf Paare getraut. Obgleich die Kapelle ruiniert war und seit 1694 auch keine Tür mehr hatte, wurde am Kirchweihtag 1710 dort noch eine Predigt gehalten.
Der Weiler und seine letzten Bewohner wurden Opfer des Dreißigjährigen Krieges, er wurde nicht wieder aufgebaut.

### Reste-Verwertung
Im Jahre 1782 schlug der Nürnberger Waldamtmann Kreß seinem Kontrahenten Justizrat Cella zu Oberferrieden vor, den Kirchweihschutz beiderseits zu unterlassen. Doch seine Herrschaft, der Nürnberger Rat, zögerte und konnte sich erst am 27. Mai 1786 dazu durchringen, unter der Voraussetzung, dass Ansbach keine Vorteile daraus ziehen dürfe. Mit dieser Entscheidung hatte die Kapelle jeden politischen Wert verloren, doch nun stritt man sich über die Verwertung der Steine. In Nürnberg hatte man erfahren, dass Ansbach die Steine dem Richter Georg Leuchs aus Feucht geschenkt hatte und dieser bereits mit dem Abtransport begonnen hatte. Im Februar 1803 wurde dieser durch den Waldamtmann von Haller vorgeladen und ihm der weitere Abtransport zunächst verboten. Nürnberg bestellte einen Baumeister die Ruine zu schätzen. Dieser stellte fest, dass noch 140 Steinquader vorhanden seien, die sich gut für eine Brücke in Ochenbruck eignen würden und legte den Wert mit 24 Kreuzer pro Stück fest. Als Leuchs weiterhin auf der Schenkung bestand, bot man die Ruine 1806 dem Senator von Scheuerl zum Kauf an, doch dieser wollte einschließlich Grund und Boden nur 125 Gulden bezahlen. Obwohl ein Verkauf auch in der Folgezeit nicht zustande kam, verschwanden die Steine nach und nach. Es waren Bauern aus benachbarten Dörfern, die den Abbruch vornahmen und sich die besten Exemplare sicherten. Den Rest brachte man 1848 nach Ochenbruck zum Bau einer Scheune. So ist Affalterbach endgültig verschwunden und nur noch eine Hinweistafel erinnert den vorbeiziehenden Wanderer an den einst hart umkämpften fränkischen Wallfahrtsort.

## Hintergrund
Die Reformation (und damit das evangelische Bekenntnis) wurde in Nürnberg und Feucht 1525 eingeführt, in dem für das markgräfliche Amt Burgthann zuständigen Kirchensprengel Oberferrieden 1) und in Ansbach selbst 1528. Das tat offenbar der Marienverehrung keinen Abbruch.
Die Religion spielte also bei den Streitigkeiten um den Kirchweihschutz keine Rolle, es waren rein politische Gründe der Zuständigkeit.
1) In Unterferrieden ... hatten sich die Bürger am längsten der Reformation widersetzt, mußten dann aber doch dem Befehl der Obrigkeit gehorchen, die katholische Religion ablegen und die Wallfahrten abschaffen. („Wer da hat den Thron, der bestimmt die Religion“.)